# Sala (Suède)
Pour les articles homonymes, voir Sala.
Sala est une ville de Suède, chef-lieu de la commune de Sala dans le comté de Västmanland.

## Géographie
En 2005, elle comptait 12 059 habitants.

## Histoire
Elle est connue pour ses anciennes mines d'argent, actives du XVe au XXe siècle, et dont certaines galeries se visitent.

## Personnalités liées à la ville
- Ivan Aguéli y est né en 1869.
- Le rappeur Byz y est né en 1984.